# 天津文昌阁
天津文昌阁，为古代天津地区祭祀掌管文运功名之神和天津文人雅士聚会的场所。建于明万历四年1576年，位于天津市西青区杨柳青镇16街，该建筑目前为天津市文物保护单位、西青区文物保护单位和重点保护等级历史风貌建筑。

## 历史
天津文昌阁始建于明万历四年(公元1576年)，阁中供奉有孔子、文昌帝君和魁星。明天启二年（1622年），天津文昌阁曾遭焚毁。明崇祯七年（1635年），天津文昌阁重建。清咸丰三年（1853年），天津文昌阁再次被毁。清咸丰八年（1858年），天津文昌阁再次重建。清光绪四年，刘光先和石元俊等人在文昌阁创办崇文书院。1905年。崇文书院改为天津县私立第二中学堂。

## 建筑特色
天津文昌阁为六角三层木质结构，高为十五米，六脊瓦顶，六龙头各衔一脊，屋脊六面的檐角上挂有阁铃，正中设有一颗宝珠，是目前中国华北地区惟一保存完好的明代楼阁式建筑。